# Bolex

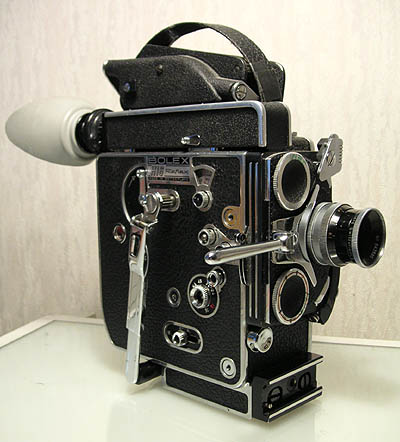
Bolex H16 REX-5

A Bolex (Bolex International S.A. of Yverdon) egy 16 milliméteres és super 16 mm-es mozgófilm kamerákat, valamint objektíveket, kiegészítőket előállító svájci cég.
A céget Jacques Bogopolsky alapította 1927-ben. A Bolex elnevezés a nevéből származik. Az első típus az Alpa nevet viselte. A Bolex kamerák fontos eszközei voltak a régi film- és televíziós híradósoknak, a természet- és   dokumentumfilmeseknek, mert könnyű kamera, és ma is kedvelt felszerelése az animátoroknak, mivel gond nélkül lehet kockázni vele.
Az 1930-as évektől kezdve a kamerát elektromos motorral is ki lehetett egészíteni. A 16 mm-es Bolex népszerű eszköze a mai filmiskoláknak is.

## Külső hivatkozások
- Hivatalos weblap
- Digitális Bolex, ismertető film; Vimeo